# Dorota (film)
Dorota – polski film obyczajowy z 1978 roku w reż. Gerarda Zalewskiego. Część dyptyku (drugi film cyklu to Justyna).

## Fabuła
Tytułowa Dorota to inteligenta i ambitna kobieta pełniąca obowiązki dyrektora instytutu naukowo-badawczego. Dla kariery jest gotowa poświęcić wszystko. Jej mąż – Stefan, chociaż z zawodu inżynier, nie oddaje się pracy zawodowej, ale poświęca prowadzeniu domu i wychowaniu córki Agnieszki. Wspiera żonę ze wszystkich sił, chociaż ta bywa w domu tylko rano i późnym wieczorem. W momencie kiedy Dorota bez jego wiedzy i zgody przerywa ciążę, aby ta nie przeszkodziła jej w wyjeździe na stypendium do USA, na który również zdecydowała się samowolnie, Stefan odchodzi i występuje o rozwód. Dla Doroty nie jest to żadna przeszkoda w jej karierze, która zaczyna nabierać rozpędu. Wkrótce opuszcza ją i przeprowadza się do ojca jej kilkuletnia córka.

## Obsada aktorska
- Anna Chodakowska – Dorota
- Kazimierz Kaczor – Stefan, mąż Doroty
- Krystyna Adamiec – Elżbieta, współpracowniczka Doroty
- Ewa Kania – sekretarka Doroty
- Wanda Koczeska – uczestniczka przyjęcia
- Barbara Majewska – przyjaciółka Doroty i Stefana
- Anna Wróblówna – ekspedientka w sklepie odzieżowym
- Marek Bargiełowski – docent Jarocki
- Zbigniew Koczanowicz – profesor, przewodniczący narady
- Zbigniew Kryński – podwładny Doroty
- Andrzej Szczepkowski – urzędnik w ministerstwie
- Dorota Wiśniewska – Agnieszka, córka Doroty i Stefana
- Teodor Gendera – uczestnik przyjęcia
- Piotr Krasicki – uczestnik narady
- Roman Kosierkiewicz – mężczyzna w sklepie odzieżowym
- Andrzej Piszczatowski – uczestnik przyjęcia
- Edward Sosna – uczestnik przyjęcia
- Stanisław Wyszyński – przyjaciel Doroty i Stefana
- Ewa Ulasińska
- Joanna Pawlina

i inni